# Vigenère-rejtjel

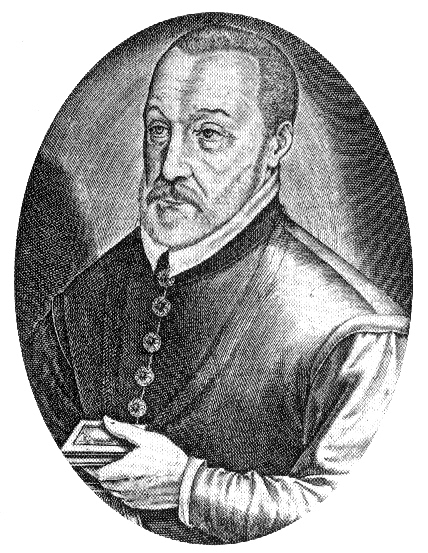
A Vigenère-rejtjel Blaise de Vigenère (a képen) után kapta a nevét, bár Giovan Battista Bellaso hamarabb találta fel ezt a kódot. Vigenère egy erősebb autokulcs-kódot talált fel

A Vigenère-kód vagy Vigenère-rejtjel egy titkosítási módszer, amely különböző Caesar-kódok sorozatát használja, egy adott kulcsszó betűitől függően. Ez egy egyszerű fajtája a polialfabetikus rejtjeleknek.
Ezt a kódot több alkalommal is újra feltalálták, a módszert először Giovan Battista Bellaso írta le 1553-ban, La cifra del. Sig. Giovan Batista Belaso című könyvében, azonban később tévesen Blaise de Vigenère-nek tulajdonították, és mind a mai napig az ő nevét viseli.
A kódot széles körben ismerik, mivel könnyen megérthető és használható, azonban kezdők számára nem ritkán feltörhetetlennek bizonyul; ez az oka annak, hogy franciául a „le chiffre indéchiffrable” („feltörhetetlen kód”) elnevezés ragadt rá.

## Története
A Caesar-kódok feltörése Al-Kindi munkájától kezdve szinte rutinmunkának számított, ezért a rejtjelezésben érdekelt emberek elkezdtek olyan technikák után kutatni, amik ahhoz hasonlóan egyszerűek, ugyanakkor lényegesen nagyobb biztonságot adnak. Némi logikával kikövetkeztethető, hogy az egymás után alkalmazott Caesar-kódolások is Caesar-kódok, hiszen két egymás utáni eltolás együttesen is eltolást adnak.
Elsőként 1467-ben Leon Battista Alfredi tudósított egy polialfabetikus kódolásról. Ő két lemezt használt, amikre az ábécék voltak írva, azonban nem betűnként, hanem szavanként forgatta el a lemezeket, ily módon a módszere nem is  igazi Vigenère-kódolás. Az eltolások váltását a szó elejére írt betűvel jelezte.
A Vigenère-kódolás egyik kritikus eleme a tabula recta, az ábécéket felsoroló táblázat. Ezt 1508-ban Johannes Trithemius közölte le a Poligraphia című művében. Maga Trithemius is közzétett egy merev, kiszámítható módszert a titkosításra, azonban ezen alapul a Vigenère által leírt szisztéma is.

A tabula recta

Az igazi módszert Giovan Battista Bellaso közölte 1553-as művében. Ő már kifejtette a kulcs használatát és javasolta a betűnkénti változtatást, mint feltörést nehezítő eljárást, így a korábbi elgondolásoknál erősebb, ugyanakkor rugalmasabb kódolást tett lehetővé. Kulcsként gyakorlatilag bármilyen betűcsoportot (szavakat, rövid kifejezéseket, idézeteket lehet használni például), és mindössze ezt kell szigorúan titokban tartani. A kulcscsere lehetséges valamilyen más üzenetben elrejtve, vagy magában a kódolt üzenetben, de történhet személyes találkozón is. Éppen ezért a Vigenère-kódot használó partnerek lehallgatásakor központi jelentőségű a kulcs megszerzése. Bellaso még csak részben használta a saját eljárását, a titkosítás során minden szót az első betűjével kódolt el.
Blaise de Vigenère 1586-ban már autokulcsos kódolást ír le. Ennek lényege, hogy a rövid kulcsszó után az üzenetet a saját betűivel titkosítjuk. Emiatt a 19. században Vigenère-t kezdték ennek a kódolásnak a kitalálójaként emlegetni.
Vigenère eljárása hamar elismertségre tett szert kivételes nehézsége okán. 1868-ban Lewis Carroll egy gyermekújságban megfejthetetlennek nevezte a titkosítást, holott már 1854-ben Charles Babbage megfejtett egy hasonló módszert, bárt ez a munkája nem maradt fent. Egy Friedrich Kasiski nevű német őrnagy már 1863-ban leírta a Vigenère-kód feltörésének módszerét, ennek ellenére 1917-ben a Scientific American még lehetetlennek nevezte a megfejtését.
Az amerikai polgárháborúban a konföderációs seregek is használták ezt a kódolást, azonban nagyon gyenge jelszavakkal, így az uniós seregek rutinszerűn fejtették meg az üzeneteiket. A kulcsok a "Manchester Bluff" és a "Complete Victory" voltak, később ehhez még hozzávették a "Come Retribution" kulcsot is.
Gilbert Vernam megpróbált javítani a módszeren, de az megmaradt ugyanilyen sebezhetőnek, ellenben sikerült egy elméletileg törhetetlen eljárást találnia, ami a Vigenère-kulcson alapul.

## Elmélet
A Vigenère-rejtjelezés eredetileg a betűknek egy adott kulcs szerint táblázatból való kikeresését jelentette, azonban a csoportelmélet segítségével egyrészt sikerült matematikai alapokra helyezni, másrészt pedig a feltörését és annak nehézségét meghatározni.

### Kódolás és dekódolás
A rejtjelezéshez a nyílt szövegen túl egy kulcsra is szükség van, aminek segítségével a kódolt szöveget létrehozzuk. A nyílt szöveget kulcs hosszúságú darabokra osztjuk, majd a darabok alá a kulcsot írva az egyes betűket egy táblázat megfelelő rovatából keressük ki. A táblázatban a Caesar-kódok vannak felsorolva, minden sorban egy-egy betűvel eltolva az előtte lévőt. A megfelelő kódolt karaktert a nyílt karakter oszlopában és a kulcs karakterének sorában találjuk.

#### Kódolási példa
Legyen a nyílt szöveg a Budapest felett az ég felhőtlen, a kulcs pedig Lojzi. Ekkor nem szükséges az összes kód-ábécét felsorolni, csak a megfelelőeket:
```
AÁBCDEÉFGHIÍJKLMNOÓÖŐPQRSTUÚÜŰVWXYZ

LMNOÓÖŐPQRSTUÚÜŰVWXYZAÁBCDEÉFGHIÍJK
OÓÖŐPQRSTUÚÜŰVWXYZAÁBCDEÉFGHIÍJKLMN
JKLMNOÓÖŐPQRSTUÚÜŰVWXYZAÁBCDEÉFGHIÍ
ZAÁBCDEÉFGHIÍJKLMNOÓÖŐPQRSTUÚÜŰVWXY
IÍJKLMNOÓÖŐPQRSTUÚÜŰVWXYZAÁBCDEÉFGH
```

A kódolás ekkor:
```
Nyílt szöveg:  BUDAPEST FELETT AZ ÉG FELHŐTLEN
Kulcs:         LOJZILOJ ZILOJZ IL OJ ZILOJZILO
Kódolt szöveg: NGNZWÖÉB ÉMÜQBS IK RŐ ÉMÜUXSSÖY
```

A dekódolás hasonlóan történik, a kulcs sorában megkeressük a megfelelő karaktert, és az oszlop betűjét írjuk helyette. Az máris világos, hogy az egykarakteres kulcs a klasszikus Caesar-rejtjelet adja vissza.
Sokkal érdekesebb azonban, hogy a rejtjelezés minden betűpárhoz egy meghatározott betűt rendel hozzá, méghozzá egyértelműen:
{\displaystyle V:A\times A\to A,(a,b)\mapsto c}
ahol A az ábécé. Ez feltűnően hasonlít a műveletekre, csak éppen a hagyományos műveletekkel ellentétben véges sok eredményünk lehet - igaz, véges sok "számból". A Vigenère-kód így analóg a szorzással vagy osztással, annyi kitétellel, hogy ha kifutunk az ábécéből, akkor az elején vissza kell jöjjünk. Ilyet a véges csoportok tudnak. Másrészt minden sorban szerepel az ábécé minden betűje, így az eltolások logikusan összeadásként értelmezhetőek. A kódolás tehát két, kissé absztrakt módon értelmezett szám összeadásaként fogalmazható meg, ez a számítógépes megvalósítás alapja is.
Mivel a kódot a címzettnek el kell tudnia olvasni, ezért a műveletnek megfordíthatónak kell lennie - ez a műveleti tulajdonságok miatt teljesül. A dekódolás így megfelel a kivonásnak, szokás szerint absztrakt értelmezéssel. Ezen okból szokott a kezdők bicskája beletörni, a Vigenère-kód ugyanis a számrejtvényekkel rokonítható matematikai feladat.
Ha nem eltolásos, hanem keveréses helyettesítést alkalmazunk, akkor a Bessieres-kódot kapjuk, ami ugyan nehezebben törhető, de nehezebb a kódolás és a dekódolás is.

### Feltörés
A kódot a számtalan variációs lehetőség miatt sokáig feltörhetetlennek gondolták, azonban Leonhard Euler felfedezte, hogy a kulcsnál lényegesen hosszabb szöveg esetén periodikus ismétlődések lesznek a kódolt szövegben. Az összes periódus legnagyobb közös osztója lesz a kulcs hossza. Ekkora darabokra bontva a szöveget a visszafejtés lényegesen egyszerűbbé válik.
A kódolt szöveget ugyanis a betűk helye szerint k csoportba osztjuk. Az első halmazba az 1., (k+1)-edik, (2k+1)-edik stb., a másodikba a 2., (k+2)-dik stb... karakterek kerülnek. Ezek után a halmazokra gyakoriságanalízist végzünk, így a szöveg és a kulcs párhuzamosan fogja adni magát. Gyakorlott rejtjelfejtőnek gyakoriságtáblázat birtokában, nem túl hosszú kulcs esetén mintegy 6-9 órába telik megfejteni a kódolt szöveget.
A fenti eljárás akkor igazán hatékony, ha hosszú a szöveg és rövid a kulcs, azaz kevés faktorhalmaz van, sok elemmel. Éppen ezért célszerű olyan kulcsot választani, ami összemérhető a nyílt szöveg hosszával. Ha a kulcs azonos hosszúságú a szöveggel, akkor a fejtés reménytelen, esetleg új üzenetek elfogásával van csak esély a fejtésre. Ebben az esetben Vernam-kódról beszélünk. Ha pedig a kulcs egyszer használatos, akkor egy bizonyítottan feltörhetetlen rendszert, a 'One-time Pad-et kapjuk. Ennek az egyetlen hátránya, hogy a legalább az első kulcsot mindenképpen valahogy el kell juttassuk a címzetthez.

## Megvalósítások

### C nyelven
Az alábbi példában csak az angol ábécé kis- és nagybetűivel dolgozunk. Legyen a kódolandó nyílt szöveg menekuljetekMERTjonAZellenseg, a kulcs pedig EZaKULCSSZO. Ekkor a következő kódolt szöveget kapjuk: qdnoefnbwssoLEBNuqfSYspkexmpi. Dekódolásnál a dekódolandó szöveg legyen QdnoefnbwssoLebnUqfSySpkexmpi, a kulcs pedig ne változzon. Ekkor a dekódolt szövegünk MenekuljetekMertJonAzEllenseg lesz.
```
#include
 
<stdio.h>

int
 
main
(){

	
int
 
i
=
0
,
j
=
0
,
k
=
0
,
d
=
0
;

	
char
 
c
;

	
char
 
kulcs
[
128
];
                                        
//127 karakter + a stringet lezáró karakter (\0)

	
char
 
szoveg
[
256
];
                                       
//255 karakter + a stringet lezáró karakter (\0)

    
printf
(
"[K]odolni vagy [D]ekodolni szeretnel? (K/D)
\n
"
);

    
scanf
(
"%c"
,
&
c
);

    
printf
(
"Kerem a kulcsot!
\n
"
);

    
scanf
(
"%s"
,
kulcs
);

    
printf
(
"Kerem a nyilt szoveget!
\n
"
);

    
scanf
(
"%s"
,
szoveg
);

	
for
(
k
=
0
;
kulcs
[
k
]
 
!=
 
'\0'
;
k
++
){
                          
//Kisbetű->nagybetű konvertálás a kulcsban

		
if
(
kulcs
[
k
]
 
>=
 
'a'
 
&&
 
kulcs
[
k
]
 
<=
 
'z'
)

			
kulcs
[
k
]
 
=
 
kulcs
[
k
]
 
-
 
32
 
;

        
d
++
;

	
}

	
if
(
c
 
==
 
'K'
){
                                           
//Itt kódolunk

		
while
(
szoveg
[
i
]
 
!=
 
'\0'
){

			
if
(
j
 
==
 
d
){

			
j
 
=
 
0
;

			
}

			
if
(
szoveg
[
i
]
 
>=
 
'a'
 
&&
 
szoveg
[
j
]
 
<=
 
'z'
){
       
//A eset: a nyílt szöveg karaktere kisbetű

			
if
(((
szoveg
[
i
]
-97
)
+
(
kulcs
[
j
]
-65
))
 
<=
 
25
){

				
szoveg
[
i
]
 
=
 
szoveg
[
i
]
 
+
 
(
kulcs
[
j
]
-65
);}

			
else
{

				
szoveg
[
i
]
 
=
 
szoveg
[
i
]
 
+
 
(
kulcs
[
j
]
-65
)
-26
;}

			
}

			
if
(
szoveg
[
i
]
 
>=
 
'A'
 
&&
 
szoveg
[
i
]
 
<=
 
'Z'
){
       
//B eset: a nyílt szöveg karaktere nagybetű

			
if
((
szoveg
[
i
]
 
-
 
65
)
+
(
kulcs
[
j
]
-65
)
 
<=
 
25
){

				
szoveg
[
i
]
 
=
 
szoveg
[
i
]
 
+
 
(
kulcs
[
j
]
 
-
 
65
);}

			
else
{

				
szoveg
[
i
]
 
=
 
szoveg
[
i
]
 
+
 
(
kulcs
[
j
]
-65
)
-26
;}

			
}

            
i
++
;

            
j
++
;

    
}

	
printf
(
"A kodolt szoveg: %s
\n
"
,
szoveg
);

    
}
else
 
if
(
c
 
==
 
'D'
){
                                     
//Itt dekódolunk

        
while
(
szoveg
[
i
]
 
!=
 
'\0'
){

            
if
(
j
 
==
 
d
){

            
j
 
=
 
0
;}

            
if
(
szoveg
[
i
]
 
>=
 
'a'
 
&&
 
szoveg
[
j
]
 
<=
 
'z'
){

            
if
((
szoveg
[
i
]
 
-
 
97
)
-
(
kulcs
[
j
]
-65
)
>=
0
){
          
//A eset: a dekódolandó szöveg karaktere kisbetű

                
szoveg
[
i
]
 
=
 
szoveg
[
i
]
 
-
 
(
kulcs
[
j
]
 
-
 
65
);}

            
else
{

                
szoveg
[
i
]
 
=
 
szoveg
[
i
]
 
-
 
(
kulcs
[
j
]
 
-
 
65
)
 
+
 
26
;}

            
}

            
if
(
szoveg
[
i
]
 
>=
 
'A'
 
&&
 
szoveg
[
i
]
 
<=
 
'Z'
){
       
//B eset: a dekódolandó szöveg karaktere nagybetű

            
if
((
szoveg
[
i
]
 
-
 
65
)
-
(
kulcs
[
j
]
-65
)
>=
0
){

                
szoveg
[
i
]
 
=
 
szoveg
[
i
]
 
-
 
(
kulcs
[
j
]
 
-
 
65
);}

            
else
{

                
szoveg
[
i
]
 
=
 
szoveg
[
i
]
 
-
 
(
kulcs
[
j
]
 
-
 
65
)
 
+
 
26
;}

            
}

			
i
++
;

			
j
++
;

    
}

	
printf
(
"A kodolt szoveg: %s
\n
"
,
szoveg
);

	
}

    
return
 
0
;

    
}

```

### Java nyelven
Az alábbi példa rögzített módon tartalmazza a kódábécét, mivel elsősorban demonstrációs célból írták.
```
public
 
class
 
Vigenere
 
{

    
private
 
static
 
String
 
alphabet
 
=
 
"aábcdeéfghiíjklmnoóöőpqrstuvwxyz"
;

    
private
 
static
 
char
 
encode
(
char
 
open
,
 
char
 
shift
)
 
{

        
if
 
(
Character
.
isLetter
(
open
))
 
{
 
//Vajon betű-e?

            
return
 
alphabet
.
charAt
((
alphabet
.
indexOf
(
open
)
 
+
 
alphabet
.
indexOf
(
shift
))
 
%
 
alphabet
.
length
());
 
//Itt történik a moduláris összegzés

        
}
 
else
 
{

            
return
 
open
;
 
//Ha nem betű, nincs mit csinálni vele

        
}

    
}

    
public
 
static
 
String
 
encodeString
(
String
 
openText
,
 
String
 
cipherKey
)
 
{

        
StringBuilder
 
stringBuilder
 
=
 
new
 
StringBuilder
();

        
for
 
(
int
 
i
 
=
 
0
;
 
i
 
<
 
openText
.
length
();
 
++
i
)
 
{

            
stringBuilder
.
append
(
Character
.
toString
(
encode
(
openText
.
charAt
(
i
),
 
cipherKey
.
charAt
(
i
 
%
 
cipherKey
.
length
()))));
 
//Kicsit kerülő módon lehet összefűzni a karaktereket

        
}

        
return
 
stringBuilder
.
toString
();

    
}

    
public
 
static
 
void
 
main
(
String
[]
 
args
)
 
{

        
String
 
a
 
=
 
"menekuljetekmertjonazellenseg"
;

        
String
 
b
 
=
 
"ezakulcsszo"
;

        
System
.
out
.
println
(
encodeString
(
a
,
 
b
));

    
}

}

```

## Fordítás
- Ez a szócikk részben vagy egészben  a   Vigenère cipher című angol Wikipédia-szócikk fordításán alapul.  Az eredeti cikk szerkesztőit annak laptörténete sorolja fel. Ez a jelzés csupán a megfogalmazás eredetét és a szerzői jogokat jelzi, nem szolgál a cikkben szereplő információk forrásmegjelöléseként.

## Külső hivatkozások
- Alice és Bob - 1. rész: Alice és Bob színrelép
- Vigenère-rejtjel online kódolása és dekódolása